# Sposa contro assegno
Sposa contro assegno (The Bride Came C.O.D.) è un film del 1941 diretto da William Keighley. La sceneggiatura di Julius J. Epstein e Philip G. Epstein è basata su un racconto di Kenneth Earl e M.M. Musselman.

## Trama

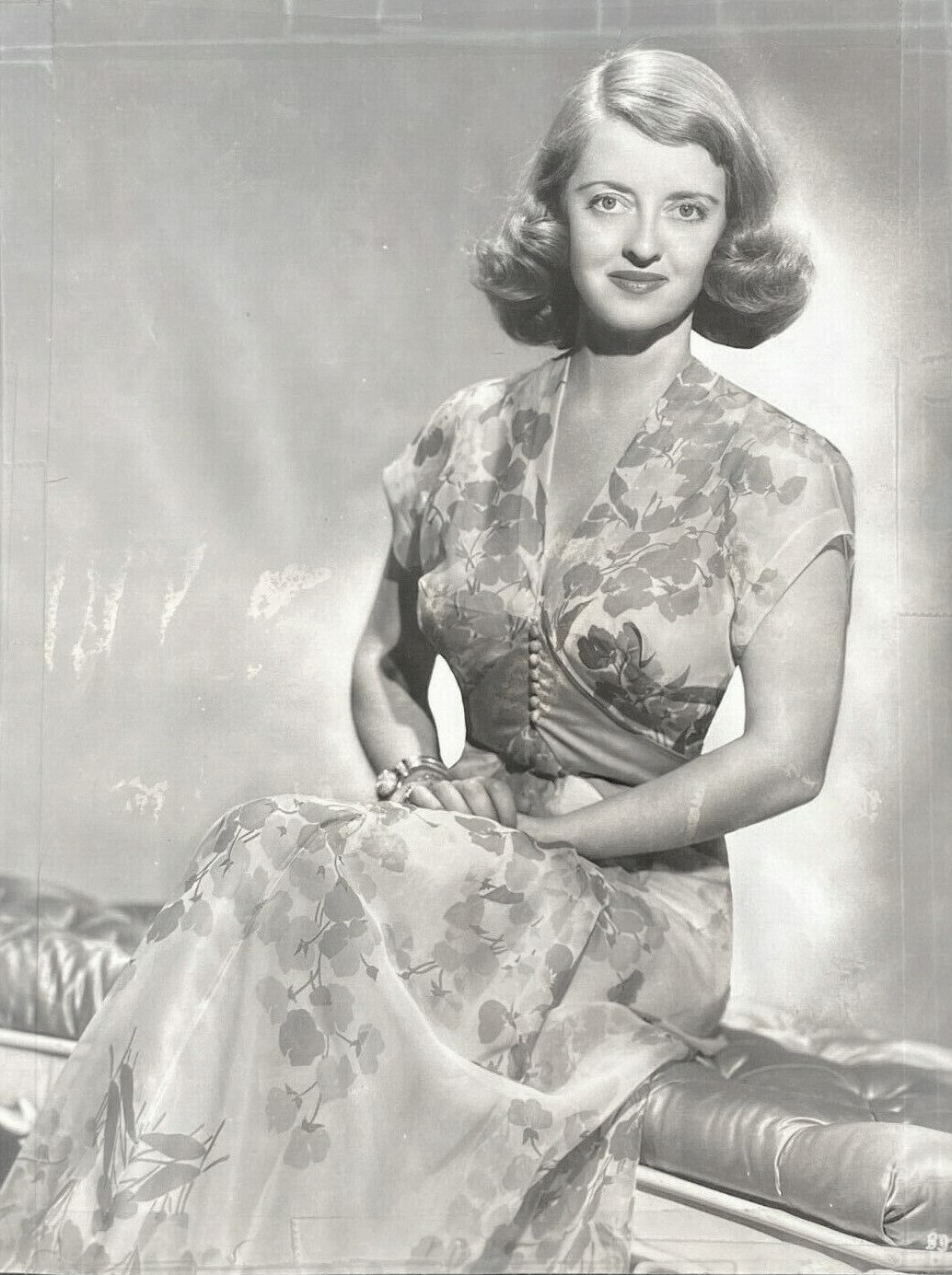
Bette Davis in una foto promozionale del film

Joan Winfield, una ricchissima ereditiera, fugge con il direttore d'orchestra Allen Brice spinta da Tommy Keenan e dalla sua emittente radiofonica specializzata in pettegolezzi. Keenan affitta l'aereo per la fuga da Steve Collins, un pilota che, volendo mettersi in proprio, cerca i fondi per crearsi una propria flotta aerea. Steve, in realtà un donnaiolo, per non avere problemi con le donne, finge con tutte di essere sposato e padre di due figli. Quando Lucius, il padre di Joan, viene a sapere della fuga, telefona al campo di volo per fermare la partenza dell'aereo. Steve, allora, si offre di consegnargli la ragazza in cambio di denaro: per ogni libbra di peso di Joan, vuole venti dollari, così da raggiungere la cifra che gli serve per iniziare la sua attività.
Con uno stratagemma, Steve si libera di Allen e di Keenan. Rimasto solo con Joan, le spiega che lei è vittima di un rapimento. La ragazza, allora, prima cerca di comprarlo offrendogli una somma doppia di quella pattuita se lui la porterà a Los Angeles. Poi, visto che Steve non si lascia corrompere, cerca di gettarsi con il paracadute. Nella confusione che ne segue, l'aereo resta danneggiato e Steve è costretto ad atterrare nel deserto. I due si dirigono verso Bonanza, una città fantasma abitata da un solo abitante, il vecchio Pop. Dopo una serie di disavventure che portano Steve a cercare in tutti i modi di non far scappare Joan fino a lasciarla chiusa in una vecchia miniera abbandonata, all'arrivo di Allen e Keenan, giunti a Bonanza con un codazzo di reporter, Steve - che, nel frattempo, si è innamorato di Joan - sembra venire a patti con gli altri e si dimostra d'accordo a risolvere la situazione con un matrimonio tra la fuggitiva e il fidanzato musicista, matrimonio che dovrebbe essere celebrato da un giudice che Keenan si è portato dietro dal Nevada. Ed è proprio per questo che Steve si dimostra così accomodante: lui sa, infatti, che Bonanza non si trova in Nevada, come credono tutti, bensì in California, dove il giudice non ha giurisdizione, rendendo nulle, di conseguenza, le nozze che avrà celebrato.
I due novelli sposi partono in volo per Los Angeles ma, quando Joan si rende conto che la cerimonia non ha valore legale, si butta con il paracadute giù dall'aereo, cadendo sopra un cactus nel deserto. I suoi strilli fanno arrivare in suo soccorso suo padre Lucius e Steve di cui la ragazza si è ormai innamorata. Dopo il matrimonio, questa volta valido, Joan e Steve passeranno la luna di miele a Bonanza insieme a Lucius e a Pop.

## Produzione
Il film fu prodotto dalla Warner Bros.

## Distribuzione
Distribuito dalla Warner Bros., il film uscì nelle sale cinematografiche degli Stati Uniti il 12 luglio 1941.